# CCN/CSI
Das Common Communication Network/Common System Interface (CCN/CSI) ist ein System zum sicheren Austausch von Nachrichten der Zoll- und Steuerverwaltungen der EU und einiger anderer Länder, wie zum Beispiel der Schweiz. Das CCN/CSI wird als „Rückgrat der transeuropäischen EDV-gestützten Systeme“ bezeichnet.

## Verwendung
CCN/CSI wird unter anderem benutzt:
- Zur Verfolgung von Waren die im gemeinsamen/gemeinschaftlichen Versandverfahren durch die EU befördert werden.
- Für das Mehrwertsteuer-Informationsaustauschsystem (MIAS), das Informationen über befreite innergemeinschaftliche Lieferungen von Gegenständen vorhält.

Die Einführung von CCN/CSI wurde in der Entscheidung Nr. 253/2003/EG des Europäischen Parlaments und des Rates vom 11. Februar 2003 über ein Aktionsprogramm für das Zollwesen der Gemeinschaft („Zoll 2007“) getroffen. Es ist Teil eines Programms zur Vereinheitlichung der EDV zur Zollabwicklung. Weitere Bestandteile des Programms sind:
- das Datenverbreitungssystem (DDS)
- das Neue EDV-gestützte Versandverfahren (NEVV)
- das Informationssystem über den Integrierten Zolltarif der Gemeinschaft (TARIC)
- das Informationssystem für die Übermittlung der Stempelabdrücke auf den Ursprungszeugnissen und Versandpapieren (TCO/TCT)
- das Europäische Zollinventar chemischer Stoffe (ECICS)
- das Europäische System der Verbindlichen Zolltarifauskünfte (EBTI/RTCE/EVZTA)
- das Kontingentsüberwachungssystem (TQS)
- das System der aktiven Veredelung (IPR/AV)
- das Einheitswertesystem
- das Informationssystem über die Zollaussetzungen („SUSPENSIONS“)

## Nutzung
Die auf CCN/CSI aufsetzenden Anwendungen generierten im Jahr 2004 rund 180 Mio. Nachrichten. Seitdem ist das Volumen stark gestiegen.
| Kennzahl                          | 2014 | 2015  | 2016  | 2017  | ⌀     |
| --------------------------------- | ---- | ----- | ----- | ----- | ----- |
| Anzahl Nachrichten (Milliarden)   | 2.7  | 3.2   | 4.5   | 4.8   | n/a   |
| Datenvolumen der Nachrichten (TB) | 4.3  | 4.7   | 5.54  | 6.56  | 5.28  |
| Verfügbarkeit (%)                 | 99   | 99.97 | 99.98 | 99.43 | 99.60 |